# Amtsgericht Strasburg (Uckermark)

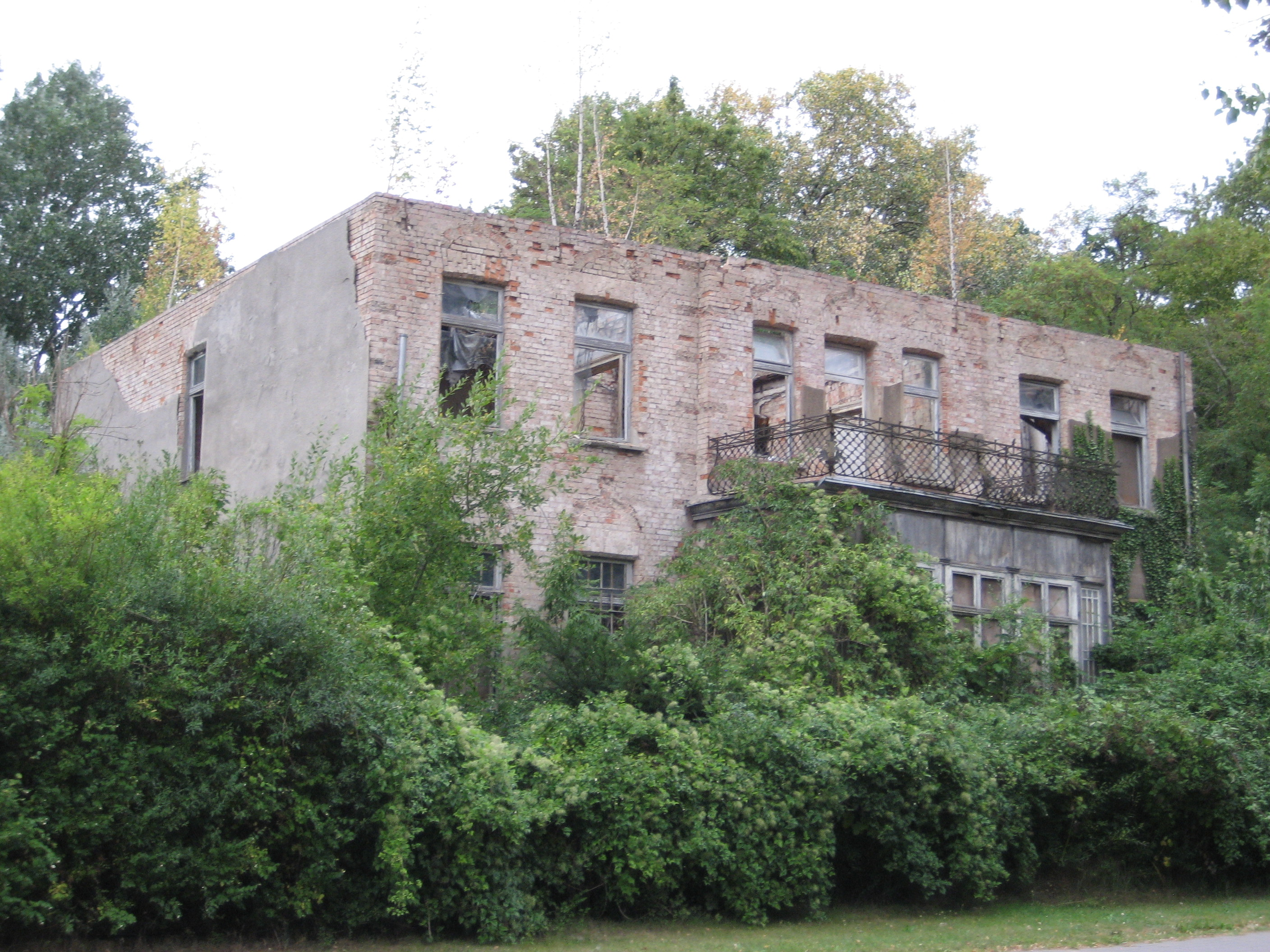
Ruine der Villa Schulz, ehemaliger Sitz des Amtsgerichts Strasburg (2015)

Das Amtsgericht Strasburg war ein Gericht der ordentlichen Gerichtsbarkeit des Landes Mecklenburg-Vorpommern im Bezirk des Landgerichts Neubrandenburg.

## Gerichtssitz und -bezirk
Das Gericht hatte seinen Sitz in der Stadt Strasburg (Uckermark). Der Gerichtsbezirk umfasste zuletzt das Gebiet des damaligen Landkreises Strasburg. Am 31. Dezember 1997 wurde das Gericht aufgehoben und in eine Zweigstelle des Amtsgerichts Pasewalk umgewandelt. Die Zweigstelle wurde am 1. Februar 1998 geschlossen.

## Übergeordnete Gerichte
Dem Amtsgericht Strasburg war das Landgericht Neubrandenburg übergeordnet. Zuständiges Oberlandesgericht war das Oberlandesgericht Rostock.

## Geschichte
Seit 1849 bestanden in Preußen Kreisgerichte, darunter das Kreisgericht Prenzlau mit einer Nebenstelle (Gerichtskommission) in Strasburg. Im Rahmen der Reichsjustizgesetze wurden diese Gerichte aufgehoben und reichsweit einheitlich Amtsgerichte eingerichtet. Das königlich preußische Amtsgericht Strasburg wurde mit Wirkung zum 1. Oktober 1879 als eines von zwölf Amtsgerichten im Bezirk des Landgerichtes Prenzlau im Bezirk des Kammergerichtes gebildet. Der Sitz des Gerichts war die Stadt Strasburg. Sein Gerichtsbezirk umfasste aus dem Landkreis Prenzlau den Stadtbezirk Strasburg (Uckermark) und die Amtsbezirke Amalienhof, Brietzig, Klein-Luckow, Lauenhagen, Lübbenow, Neuensund, Wilsickow und Wolfshagen. Am Gericht bestand 1880 eine Richterstelle. Das Amtsgericht war damit ein kleines Amtsgericht im Landgerichtsbezirk.
Im Jahre 1945 wurde das Amtsgericht Strasburg dem neu gebildeten Landgericht Eberswalde nachgeordnet. In der DDR wurden 1952 die Amtsgerichte und damit auch das Amtsgericht Strasburg aufgehoben und Kreisgerichte, darunter das Kreisgericht Strasburg, im Sprengel des Bezirksgerichts Neubrandenburg für den Kreis Strasburg gebildet. Im Jahre 1991 entstand das Amtsgericht Strasburg neu und war nun dem Landgericht Neubrandenburg zugeordnet.
Das Amtsgericht Strasburg wurde zum 31. Dezember 1997 aufgehoben.

## Gebäude
Das Gericht war in der Villa Schulz unter der Anschrift Bahnhofstraße 5 untergebracht. Mittlerweile ist das Gebäude zu einer Ruine verfallen.